# Artak Jedigarian
Artak Jedigarian, orm. Արտակ Եդիգարյան (ur. 18 marca 1990 w Erywaniu) – piłkarz ormiański grający na pozycji bocznego obrońcy. Jego starszy brat, Artur, także jest piłkarzem i także występuje w reprezentacji Armenii.

## Kariera klubowa
Jedigarian jest wychowankiem klubu Pjunik Erywań. Do kadry pierwszego zespołu awansował w 2007 roku jako 17-latek i w tamtym sezonie zadebiutował w rozgrywkach pierwszej ligi ormiańskiej. Już w debiutanckim sezonie wywalczył z Pjunikiem tytuł mistrza Armenii. W 2008 roku stał się podstawowym zawodnikiem Pjunika. Wraz z Pjunikiem zdobył wiele trofeów. W lipcu 2012 przeszedł do Metałurha Donieck. Rozegrał 8 meczów i podczas przerwy zimowej sezonu 2012/13 powrócił do Pjunika.
| Sezon | Klub          | Kraj    | Rozgrywki         | Mecze | Bramki |
| ----- | ------------- | ------- | ----------------- | ----- | ------ |
| 2007  | Pjunik Erywań | Armenia | Bardzragujn chumb | 2     | 0      |
| 2008  | Pjunik Erywań | Armenia | Bardzragujn chumb | 8     | 0      |
| 2009  | Pjunik Erywań | Armenia | Bardzragujn chumb | 20    | 3      |
| 2010  | Pjunik Erywań | Armenia | Bardzragujn chumb | 27    | 6      |
| 2011  | Pjunik Erywań | Armenia | Bardzragujn chumb |       |        |

## Kariera reprezentacyjna
W reprezentacji Armenii Jedigarian zadebiutował 25 maja 2010 roku w wygranym 3:1 towarzyskim meczu z Uzbekistanem. Obecnie rywalizuje z Armenią o awans do Euro 2012.

## Sukcesy i odznaczenia

### Sukcesy klubowe
- mistrz Armenii: 2007, 2008, 2009, 2010
- brązowy medalista Mistrzostw Armenii: 2011
- zdobywca Puchary Armenii: 2009, 2010
- zdobywca Superpucharu Armenii: 2007, 2008, 2010
- finalista Superpucharu Armenii: 2009
- finalista Superpucharu Ukrainy: 2012